# Lycée français Molière de Saragosse
 (février 2018).
Le Lycée français Molière de Saragosse (espagnol : Liceo Francés Molière Zaragoza) est un établissement scolaire français qui offre à ses élèves une éducation trilingue et biculturelle depuis la toute petite section  de maternelle jusqu’à la terminale. Il est géré par la Mission laïque française et son enseignement est reconnu aussi bien par le Ministère espagnol de l’Éducation que par le Ministère français de l’Éducation nationale.

## Histoire
L'origine du Lycée français Molière de Saragosse date de 1972, lorsque les membres d’une association de parents français d’une compagnie pétrolière décident d’installer un établissement d’enseignement français pour leurs enfants dans la ville. Le Lycée est établi dans une maison particulière à la Carretera de Logroño (Saragosse, Espagne).
En 1980, il obtient l’homologation de la Mission laïque française et celui de l’Agence pour l'enseignement français à l'étranger (AEFE). Pourtant, il perd la subvention de cette dernière en 2014.
Depuis 1999, les élèves du lycée obtiennent le double diplôme français et espagnol à la fin de leur scolarité.
La croissance du nombre d’élèves la plus marquée a lieu entre les années scolaires 2010-2011 et 2017-2018, en passant de 805 élèves à 1 092 élèves. Le lycée, face à cette augmentation des demandes, agit avec l’ouverture d’une nouvelle division par niveau à partir de 2008 et avec la construction d’un bâtiment pour la maternelle et l’administration en 2010 et d’une extension du bâtiment du secondaire avec 20 nouvelles salles en 2016.

## Enseignement
Le lycée français Molière est un lycée privé qui propose le système éducatif français tout en validant le système espagnol. Le programme est conforme aux programmes officiels du ministère français de l’Éducation nationale et il inclut les matières propres au système espagnol nécessaires pour la validation : langue et littérature espagnoles et sociales (sciences humaines et sociales).
À la fin de leur scolarité, les élèves peuvent envisager leurs études post-bac en Espagne ou en France voire dans d’autres pays étrangers. Le ministère espagnol de l’Éducation offre des épreuves supplémentaires qui sont fournies aux élèves voulant continuer leurs études en Espagne.
Toutes les matières, sauf celles qui font partie du système espagnol ou les langues étrangères, sont enseignées en français par des professeurs natifs. De plus, les élèves apprennent l’anglais depuis la maternelle. Les élèves disposent d’au moins quatre heures hebdomadaires d’anglais au total, avec le cours et l’assistant.
Le programme d'enseignement multilingue, avec espagnol, français et anglais, commence à 3 ans. En 2017 la directrice de la maternelle et primaire, Muriel Fabre a dit que le lycée concentre sur les concepts d'éducation au lieu de la mémorisation, et concentre sur la capacité des élevèes individuels plutôt au lieu des niveaux scolaires.

## Association des parents d’élèves
L'association des parents d’élèves du lycée français Molière représente les établissements de la Mission laïque française en Espagne au conseil d'administration de la Fédération des associations de parents d’élèves des établissements d’enseignement français à l’étranger (FAPEE). Elle est également membre fondateur de la Fédération des associations des parents d’élèves des centres français en Espagne (FAPALFE), et coordinateur des établissements de la Mission laïque française afin de mieux connaître leur fonctionnement, leurs problématiques et d'unir les questions qui leur sont propres.